# Fort Munida
Fort Munide utvrdna je kula koja se smjestila na štinjanskom brdu i poluotoku Monte Munide / Monte Munida, tvrđava je srednje oštećena u njemačkom bombardiranju u drugom svjetskom ratu 1944. godine i 1945. godine. U njoj se od 1856. godine do 1914. godine nalazio topnički laboratorij, a od 1914. Do 1945. godine spremište i vojarna. 2014. godine je djelomično zatvorena za javnost jer je jedan dio poprilično oštećen i postoji mogućnost da se taj dio potpuno uruši.

## Više informacija
- Pulske fortifikacije
- Nacionalna udruga za fortifikacije Pula
- Povijest Pule